# Anadenanthera peregrina
Anadenanthera peregrina là một loài thực vật có hoa trong họ Đậu. Loài này được (L.) Speg. miêu tả khoa học đầu tiên.

## Hình ảnh

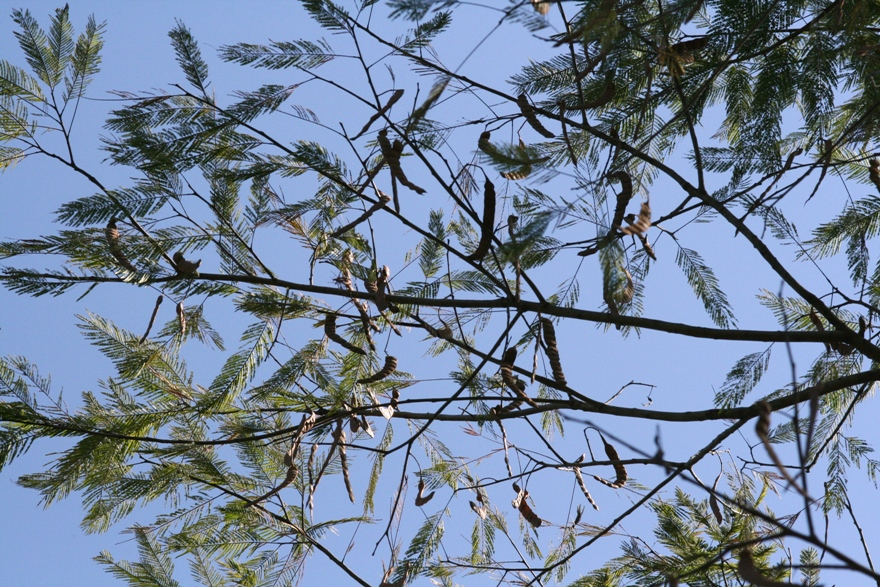
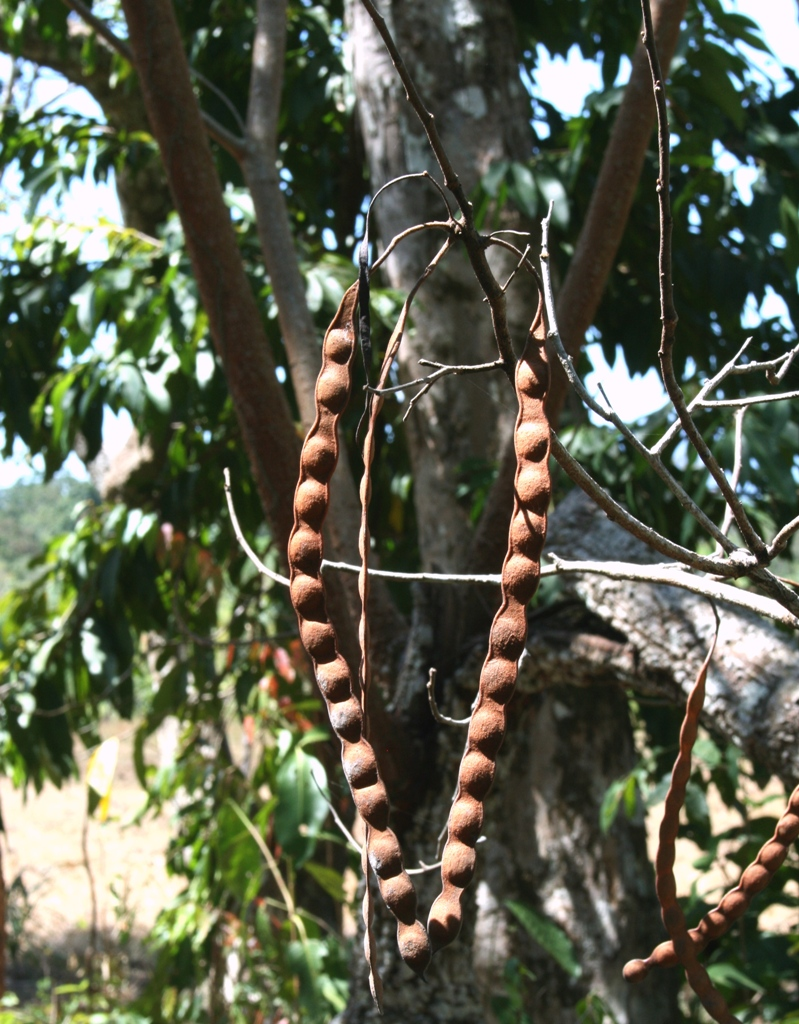
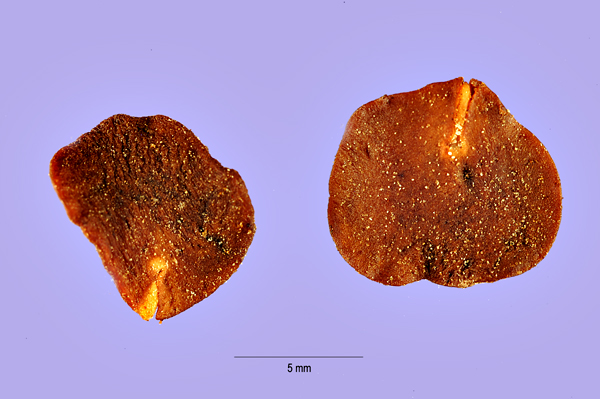